# Otomys laminatus
Otomys laminatus is een knaagdier uit het geslacht Otomys dat voorkomt in het zuidwesten en oosten van Zuid-Afrika. Hoewel deze soort soms als een ondersoort van de moerasrat (O. irroratus) is gezien, verschilt hij daar sterk van in morfologische, biochemische en karyotypische kenmerken, zo sterk dat de soort soms in een apart (onder)geslacht Lamotomys Thomas, 1918 wordt geplaatst.
Het zijn grote, zwaargebouwde ratten met korte poten. De oren zijn onbehaard. De rug is donker geelbruin, de onderkant geelachtig. De dichtbehaarde staart is van boven donker en van onder geelbruin. De voeten zijn grijs. Op de derde bovenkies (M3) zitten 9 of 10 laminae. De kop-romplengte bedraagt 16 tot 21,3 cm, de staartlengte 10 tot 11,5 cm en het gewicht 140 tot 190 gram.
Otomys anchietae · Otomys angoniensis · Otomys auratus · Otomys barbouri · Otomys burtoni · Otomys cheesmani · Otomys cuanzensis · Otomys dartmouthi · Bergoorrat (Otomys denti) · Otomys dollmani · Otomys fortior · Otomys helleri · Moerasrat (Otomys irroratus) · Otomys jacksoni · Otomys karoensis · Otomys lacustris · Otomys laminatus · Otomys occidentalis · Otomys orestes · Otomys simiensis · Otomys sloggetti · Otomys sungae · Otomys thomasi · Otomys tropicalis · Otomys typus · Otomys unisulcatus · Otomys uzungwensis · Otomys willani · Otomys yaldeni · Otomys zinki